# DNase-Seq
Le DNase-seq (séquençage des sites hypersensibles à la DNase I) est une méthode utilisée en biologie moléculaire pour identifier et localiser des  régions régulatrices, à partir du sequençage à haut débit des régions sensibles au clivage par la DNase I,,. Le FAIRE-Seq est un successeur du DNase-seq pour l'identification des régions d'ADN accessibles à l'échelle du génome. Ces deux protocoles, dédiés à l'identification de régions chromatiniennes ouvertes, sont sujets à certains biais dus aux structures nucléosomales sous-jascentes. Par exemple, le FAIRE-seq fournit un nombre de reads supérieur dans les régions régulatrices non-promotrices. Cependant, le signal DNase-seq est supérieur aux régions promotrices, et il a été montré que le DNase-seq possède une sensibilité supérieure au FAIRE-seq et ce même aux régions régulatrices non-promotrices. L'analyse bioinformatique de base des données générées par le biais du DNase-Seq est similaire à celle du Chip-Seq.

## Identification d'empreintes génomiques à partir du DNase-Seq (DNase-Seq Footprinting)
Le DNase-seq requiert certaines analyses bioinformatiques de manière à identifier des empreintes génomiques à l'échelle du génome. Le principe y reste le même, à savoir l'identification de zones de protection du clivage par la DNase-I au sein de régions chromatiniennes accessibles, ce qui implique la présence de protéines liées à l'ADN à un endroit donné du génome. Cette information peut être utilisée pour inférer la fixation de facteurs de transcription à un site donné. Les outils informatiques déjà développés peuvent être divisés en deux classes : les approches segmentation-basées et les approches site-centrées. Les méthodes segmentation-basées utilisent des chaînes de Markov ou fenêtres glissantes pour segmenter le génome en régions chromatiniennes ouvertes ou fermées. Des exemples de telles méthodes sont HINT, la méthode Boyle et la méthode Neph. L'analyse des séquences correspondant à des empreintes génomiques permet d'identifier un ou des facteurs de transcription se liant potentiellement à ces sites, selon la présence de motifs d'ADN spécifiques leur correspondant (à partir d'informations telles que les Matrices poids-position). Les méthodes site-centrées, quant à elles, identifient des empreintes génomiques à partir de profils de chromatine accessible autour de motifs correspondant à des sites potentiels de fixation de facteurs de transcription, c'est-à-dire des régions régulatrices prédites à partir d'informations d'interactions potentielles ADN-protéine. CENTIPEDE et la méthode Cuellar-Partida  sont des exemples de telles méthodes.